# Владимиров, Леонид Николаевич
Леонид Николаевич Владимиров (род. 9 июля 1959 года, Тулагино-Кильдямский наслег, Якутская АССР, СССР) — российский учёный в области биотехнологии и физиологии, зоотехник, член-корреспондент РАН (2019).
Основная научная деятельность направлена на решение проблем арктического и северного животноводства, связанных с совершенствованием технологии и изменениями климата, ветеринарной биотехнологии и физиологии животных. Проведены комплексные исследования по изучению морфофункциональной значимости тимуса северного оленя, на основе которых разработана технология производства биологически активных препаратов серии Т-активина из эндокринных желез северных оленей и впервые получены иммуностимулирующие препараты.
Владимиров Л. Н. внес неоценимый вклад в развитие высшего аграрного образования Республики Саха (Якутия) и подготовки высококвалифицированных специалистов. Во время руководства Якутской ГСХА (1997—2016 гг.) были построены и введены в эксплуатацию следующие объекты:
конноспортивный комплекс (1998, 980 м²);
4-й этаж главного учебного корпуса (1999, 2016 м²);
50-квартирный жилой дом для сотрудников (2000, 3817 м²);
студенческое общежитие (2000, 2100 м².);
учебный корпус Олекминского (2000, 4200 м²);
учебный корпус Октемского филиалов ЯГСХА (2003, 2750 м²)%;
учебный корпус факультета ветеринарной медицины (2001, 2151 м²);
учебно-клинический корпус (2002, 360 м²);
здание санатория-профилактория для студентов (2001, 1376 м²);
спортивный комплекс (2001, 4349 м²);
инженерно-вспомогательные объекты (2007, 216 м²);
главный учебно-лабораторный корпус (2009, 7417 м²) — построен из внебюджетных средств Якутской ГСХА.

## Биография
Родился 9 июля 1959 года в Тулагино-Кильдямском наслеге (в настоящее время входит в городской округ «Город Якутск») Якутской АССР.
С 1977 по 1979 годы — служил в рядах Советской Армии.
В 1985 году — с отличием окончил сельскохозяйственный факультет Якутского государственного университета.
В 1986 году — стажер -преподаватель кафедры физиологии Московской ветеринарной академии имени К. И. Скрябина.
С 1987 по 1990 годы — аспирант Московской ветеринарной академии имени К. И. Скрябина.
С 1992 по 1993 годы — помощник ректора Якутского сельскохозяйственного института.
В 1993 году — защитил кандидатскую диссертацию на соискание ученой степени кандидата биологических наук.
C 1993 по 1997 годы — проректор по учебной и научной работе Якутской государственной сельскохозяйственной академии.
С 1997 по 2016 годы — ректор ФГБОУ ВПО «Якутская государственная сельскохозяйственная академия».
В 2000 году — защитил докторскую диссертацию, присвоено учёное звание профессора.
С 2016 по 2019 годы — профессор- консультант Якутской государственной сельскохозяйственной академии.
С 2018 по 2019 годы — первый заместитель генерального директора ГУП «Комитет по драгоценным металлам и драгоценным камням РС(Я)».
С 2019 по настоящее время — директор Якутского научно-исследовательского института сельского хозяйства имени М. Г. Сафронова.
Депутат городского собрания г. Якутска, I—II созывов
Народный депутат Государственного Собрания (Ил Тумэн) Республики Саха (Якутия) III, IV, V созывов.
Доверенное лицо В. В. Путина на выборах Президента РФ (2000).

## Научная деятельность
Специалист в области экологической физиологии, биотехнологии, зоотехнии и ветеринарии.
Автор и соавтор 211 научных работ, из них 10 монографий и 6 патентов. Под руководством Владимирова Л. Н. 6 кандидатских диссертаций.
Основные научные результаты:
- разработана технология производства биологически активных препаратов из эндокринных органов северных оленей;
- выведены перспективные селекционные формы гибридов при скрещивании домашней овцы с якутским снежным бараном-чубуку;
- разработаны и усовершенствованы технологии содержания животных в экстремальных условиях Якутии;
- совершенствована технология содержания домашних северных оленей и табунных лошадей якутской породы;
- разработана информационно-поисковая система «Якутская лошадь» для проведения племенного учёта лошадей якутской породы;
- ведутся научные исследования с применением современных репродуктивных технологий в условиях Якутии;
- ведутся научные исследования по изучению влияния изменений климата на ведение традиционных отраслей Севера;

## Научно-организационная деятельность
- С 2005 по 2015 гг. — председатель объединённого диссертационного совета ДМ.220.071.03 по научной специальности Физиология;
- Член Научного совета РАН по изучению Арктики и Антарктики;
- Член-корреспондент РАН;
- Член Совета науки при Главе РС(Я);
- Действительный [./Https://yakutia.science/person/5f03c23db752d97ecbdb7faa/Vladimirov-Leonid-Nikolaevich член Академии наук РС(Я]);
- Член Президиума ЯНЦ СО РАН;
- Член редколлегии журнала «Дальневосточный аграрный вестник».

## Награды
- Заслуженный деятель науки Республики Саха (Якутия) (2000)
- Благодарность министра образования РФ (2001, 2003)
- Заслуженный деятель науки Российской Федерации (2007)[2]
- Почетная Грамота Университета СОКА (Япония) (2007)
- Почётный работник высшего профессионального образования Российской Федерации (2003)
- Благодарность Президента Российской Федерации (2000, 2015[3])
- Знак отличия РС(Я) «Гражданская доблесть» (2006)
- Золотая медаль «За вклад в развитие агропромышленного комплекса России» (2011)
- Медаль имени И. И. Синягина СО РАСХН «За особый вклад за в развитии аграрной науки Сибири» (2011)
- Благодарность министра сельского хозяйства РФ (2014)
- Почетная Грамота Федерального Собрания Государственной Думы РФ (2014)
- Благодарность Главы РС(Я) (2019)
- Почетный знак СО РАН «Серебряная сигма» (2020)
- Медаль ЯНЦ СО РАН «За вклад в развитие академической науки» (2022)
- Государственная премия в области науки и техники имени Г. И. Чиряева за 2023 год (27 декабря 2023) — за цикл работ в области развития традиционный отраслей народов Севера — оленеводства и табунного коневодства
- Почётная грамота Российской академии наук (26 июня 2024) — за многолетний плодотворный труд, значительный вклад в развитие сельскохозяйственной науки в области животноводства, активну пропаганду научных исследований и в связи с юбилеем